# طيران الصين اكسبرس
طيران الصين اكسبرس (بالصينية: 華夏航空)(بالبينيين: Huáxià Hángkōng) هي شركة طيران مع مقرها الرئيسي في مطار تشونغتشينغ جيانغبى، تشونغتشينغ، الصين.

## التاريخ
طيران الصين اكسبرس هي أول شركة طيران إقليمية خاصة في الصين. تأسست شركة الطيران في مايو 2006 وهي مملوكة من قبل كاثي فورتشن (40٪)، هاي زيرو (25٪)، تامبينز إنترناشيونال (24٪) وآخرين (11٪).
أمرت إدارة الطيران المدني الصينية شركة الطيران بتعليق عملياتها بعد حادث هبوط في مطار قوييانغ لونغدونغابو الدولي في 1 سبتمبر 2010 حيث اصطدم جناح الطائرة الأيمن بالمدرج أثناء الهبوط. وأُمرت شركة الطيران بمراجعة لوائح السلامة الخاصة بها وإجراء تحقيق في الحادث. سمحت السلطات الصينية لشركة الطيران باستئناف عملياتها الجزئية في 6 سبتمبر.

## الأسطول
اعتبارًا من أبريل 2022، تشغل طيران الصين اكسبرس الطائرتا التالية:
| الطائرة                  | في الخدمة | مطلوبة | الركاب       | الركاب   | الركاب  | ملاحظات |
| الطائرة                  | في الخدمة | مطلوبة | رجال الأعمال | السياحية | المجموع | ملاحظات |
| ------------------------ | --------- | ------ | ------------ | -------- | ------- | ------- |
| إيرباص إيه 320           | 11        | —      | 4            | 168      | 172     |         |
| عائلة إيرباص إيه 320 نيو | 10        | 3      | 4            | 168      | 172     |         |
| بومباردييه سي آر جيه 700 | 38        | —      | 6            | 78       | 84      |         |
| كوماك إيه آر جيه 21      | 5         | 45     | —            | 90       | 90      |         |
| المجموع                  | 64        | 48     |              |          |         |         |